# Críticos de Cine de Nueva York en Línea
Los Críticos de Cine en línea de Nueva York —en inglés: New York Film Critics Online (NYFCO)— es una organización conformada por 35 periodistas pertenecientes a algún medio informativo de Internet con asiento en Nueva York, Estados Unidos.

## Elección
En diciembre de cada año, sus asociados realizan una votación con el fin de entregar el denominado New York Film Critics Online Award o NYFCO Award, que está destinado a premiar a las mejores películas estrenadas durante el último año calendario.

## Categorías
Respecto a las categorías que son objeto de premiación, éstas con:
- Mejor actor
- Mejor actriz
- Mejor película
- Mejor director
- Mejor actor de reparto
- Mejor actriz de reparto
- Mejor película extranjera
- Mejor película animada
- Mejor reparto
- Mejor fotografía
- Mejor película documental
- Mejor actriz
- Actor o actriz revelación
- Mejor guion
- Mejor sonido y
- Mejor director debutante.

## Palmarés
| Premios        | Premios                                          | Premios                                  | Premios                                  | Premios                             | Premios                              | Premios                                                                | Premios                  |
| Año            | Mejor película                                   | Mejor director                           | Mejor actor                              | Mejor actriz                        | Mejor actor de reparto               | Mejor actriz de reparto                                                | Película más premiada    |
| -------------- | ------------------------------------------------ | ---------------------------------------- | ---------------------------------------- | ----------------------------------- | ------------------------------------ | ---------------------------------------------------------------------- | ------------------------ |
| Década de 2000 |                                                  |                                          |                                          |                                     |                                      |                                                                        |                          |
| 2001           | Mulholland Drive                                 | David Lynch Mulholland Drive             | Tom Wilkinson In the Bedroom             | Judi Dench Iris                     | Steve Buscemi Ghost World            | Maggie Smith Gosford Park                                              | Mulholland Drive (3)     |
| 2002           | Chicago                                          | Todd Haynes Far from heaven              | Daniel Day-Lewis Gangs of New York       | Julianne Moore Far from heaven      | Willem Dafoe Spider-man              | Edie Falco Sunshine State                                              | Far from heaven (4)      |
| 2003           | Lost in Translation                              | Sofia Coppola Lost in Translation        | Bill Murray Lost in Translation          | Charlize Theron Monster             | Alec Baldwin The Cooler              | Scarlett Johansson Lost in Translation                                 | Lost in Translation (5)  |
| 2004           | Sideways                                         | Martin Scorsese El aviador               | Jamie Foxx Ray                           | Imelda Staunton Vera Drake          | Thomas Haden Church Sideways         | Virginia Madsen Sideways                                               | Sideways (3)             |
| 2005           | The Squid and the Whale                          | Fernando Meirelles The Constant Gardener | Philip Seymour Hoffman Truman Capote     | Keira Knightley Orgullo y prejuicio | Oliver Platt Casanova                | Amy Adams Junebug                                                      | Crash (3)                |
| 2006           | The Queen                                        | Stephen Frears The Queen                 | Forest Whitaker El último rey de Escocia | Helen Mirren The Queen              | Michael Sheen The Queen              | Jennifer Hudson - Dreamgirls Catherine O'Hara - For Your Consideration | The Queen (5)            |
| 2007           | There Will Be Blood Le Scaphandre et le Papillon | Paul Thomas Anderson There Will Be Blood | Daniel Day-Lewis There Will Be Blood     | Julie Christie Lejos de ella        | Javier Bardem No Country for Old Men | Cate Blanchett I'm Not There                                           | There Will Be Blood (5)  |
| 2008           | Slumdog Millionaire                              | Danny Boyle Slumdog Millionaire          | Sean Penn Milk                           | Sally Hawkins Happy-Go-Lucky        | Heath Ledger The Dark Knight         | Penélope Cruz Vicky Cristina Barcelona                                 | Slumdog Millionaire (5)  |
| 2009           | Avatar                                           | Kathryn Bigelow The Hurt Locker          | Jeff Bridges Crazy Heart                 | Meryl Streep Julie & Julia          | Christoph Waltz Inglourious Basterds | Mo'Nique Precious                                                      | Inglourious Basterds (4) |
| Década de 2010 |                                                  |                                          |                                          |                                     |                                      |                                                                        |                          |
| 2010           | The social network                               | David Fincher The social network         | James Franco 127 Horas                   | Natalie Portman Black Swan          | Christian Bale The Fighter           | Melissa Leo The Fighter                                                | The social network (3)   |
| 2011           | The Artist                                       | Michel Hazanavicius The Artist           | Michael Shannon Take Shelter             | Meryl Streep The Iron Lady          | Albert Brooks Drive                  | Melissa McCarthy Bridesmaids                                           | The Artist (3)           |